# Claus Christoffersen Lyschander
Claus Christoffersen Lyschander (également orthographié  Lyscander, Lyskander ; 1558 - 1623 ou 1624) était un poète et historien danois.

## Vie
Originaire de Nørre Vram, en Scanie (aujourd'hui dans la commune de Bjuv, en Suède), son enfance a été affectée par la guerre du Nord de sept ans :  certains de ses frères et sœurs plus âgés et sa mère ont été victimes des épidémies qui ont accompagné la guerre. Après la guerre, il a été scolarisé à l'école de l'abbaye de Herrisvad. Il a étudié à l'université de Rostock avec David Chytraeus. Il a passé plusieurs années en Allemagne, probablement à l'université de Wittenberg. En janvier 1587, Chytraeus écrivit une lettre de recommandation pour Lyschander à Frédéric II. Lyschander a été nommé pasteur des paroisses Herfølge et  Saede , l'un des postes les plus prestigieux de Sjaelland, où il a remplacé Jon Jakobsen Venusinus, auquel il a également succédé plus tard comme historien royal . Lyschander s'est marié en 1588 et a été nommé doyen à Bjæverskov Herred (comté de Præstø). Il a publié plusieurs ouvrages historiographiques sous forme de vers entre 1608 et 1623.

## Historien royal
Il fut nommé historien royal (kongelig historiograf) par Christian IV en 1616, chargé de compiler une historiographie nationale du Danemark "après Saxo Grammaticus" (c'est-à-dire couvrant le XIIIe siècle). Les travaux devaient durer six ans, mais Lyschander a présenté un plan de 116 volumes. Peut-être parce qu'il semblait peu probable que Lyschander ait pu achever l'histoire nationale dans le délai imparti, le chancelier royal Christian Friis a nommé Johan Isaksson Pontanus avec la même tâche que Lyschander, mais Lyschander a été autorisé à continuer à travailler sur son propre projet. En 1619, Lyschander présenta une version provisoire de son Synopsis Historiae Danicae, qui fut publié en 1622 (maintenant connu sous le titre de Danske Kongers Slægtebog "Généalogie des rois danois").